# سوتونگ

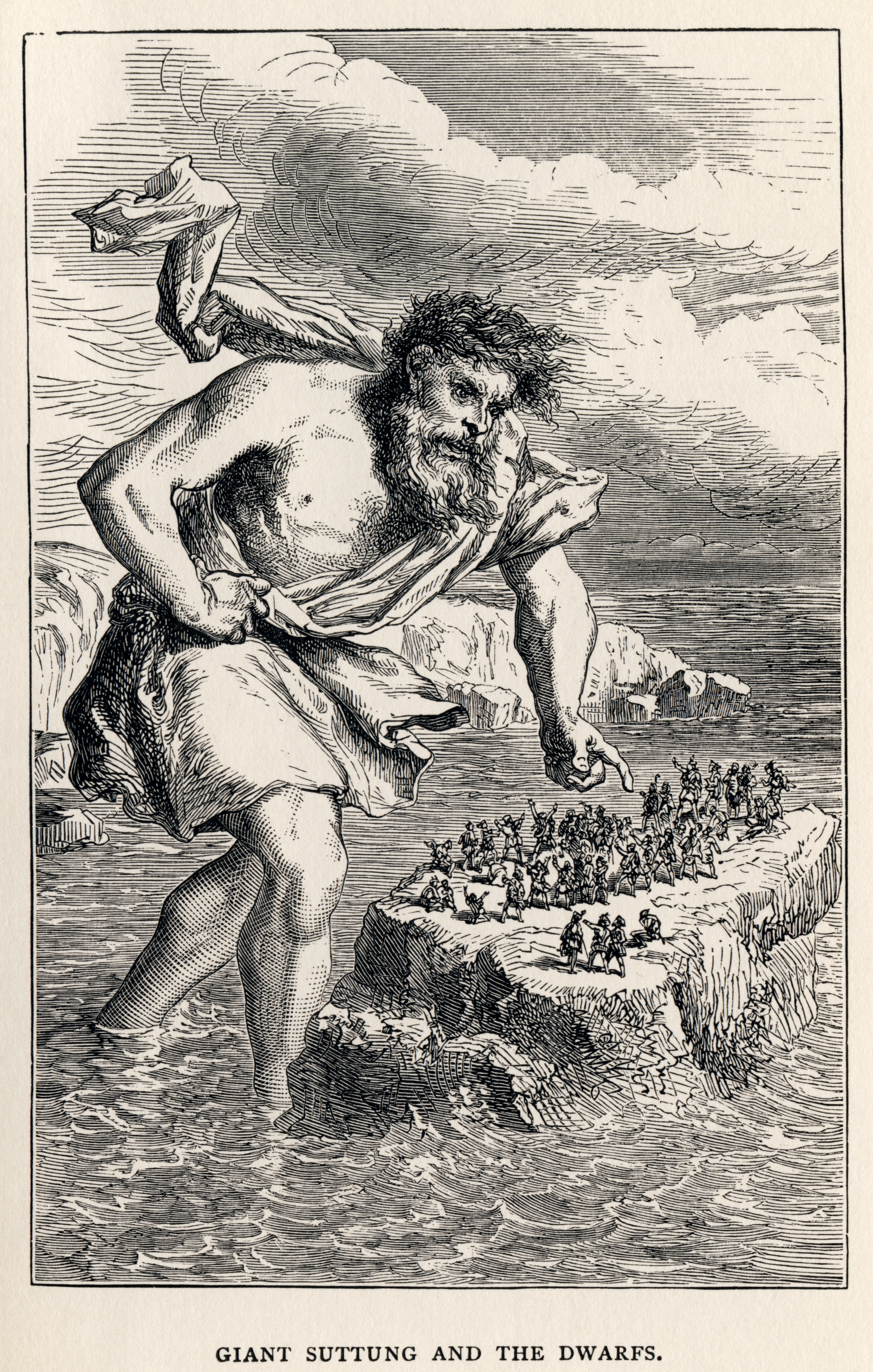
سوتونگ و دورف‌ها.

سوتونگ (به زبان نروژی باستان: Suttungr) در اسطوره‌شناسی اسکاندیناوی یکی از یوتون‌ها، پسر غول یخی گیلینگ، که همراه با مادرش توسط دو برادر دورف به نام‌های فیالار و گالار کشته شدند.

## افسانه
هنگامی که برادرها پدر و مادر سوتونگ را به قتل رساندند، او به جستجوی والدینش پرداخت و پس از مطلع شدن از کشته شدن آن‌ها توسط دورف‌ها، در صدد انتقام برآمد و آنان را تهدید به کشتن نمود. سوتونگ دورف‌ها را دنبال نمود و سپس آنان را در صخره‌ای در زیر دریا به بند کشید. برادرها از سوتونگ خواستند تا در ازای نوشیدنی کواسیر از گرفتن جانشان چشم‌پوشی کند. سوتونگ شرط را پذیرفت و نوشیدنی را در دل کوه هنیتبیورگ مخفی کرد و به دخترش گانلود دستور داد از آن پاسداری کند.
اودین برای به دست آوردن شراب کواسیر، تمام تابستان را برای باوگی، برادر سوتونگ غول که یک کشاورز بود کار کرد. اودین ابتدا نه بردهٔ باوگی، را که در مزرعهٔ وی کار می‌کردند به ستیز با یکدیگر وامی‌دارد و تمهید او چنین است که داس‌های آنان را با سنگی تیز و آنان را برای به دست آوردن این سنگ به جنگ با یکدیگر وامی‌دارد و نه بردهٔ باوگی با داس همدیگر را به قتل می‌رسانند. پس از کشته شدن برده‌ها اودین به باوگی می‌گوید بدان شرط که باوگی جرعه‌ای از شراب می‌انگبین برادر خود سوتونگ را به او بدهد کار نه بردهٔ او را در مزرعه انجام می‌دهد. باوگی می‌پذیرد اما سوتونگ از دادن می‌انگبین امتناع می‌کند. بدین‌سان باوگی ناچار می‌شود در همدستی با اودین، سوراخی در دیوار خرسنگی دژ سوتونگ ایجاد می‌کند و اودین که به شکل مار (یا اژدها) درآمد، از سوراخ گذشت و به محلی که گانلود در آن از می‌انگبین نگهبانی می‌داد رسید.
اودین پس از عبور از سوراخ، دختر سوتونگ، گانلود را دلدادهٔ خویش می‌سازد و به مدت سه شب با او همبستر شد و او را راضی می‌کند که اجازه دهد جرعه‌ای از این نوشیدنی الهام‌بخش بنوشد و در این کار سه پاتیل نوشیدنی را در کام می‌کشد و به شکل عقابی به آسگارد پرواز می‌کند. سوتونگ، غول خشمگین با آگاه شدن از ماجرا به شکل عقابی در می‌آید و اودین را دنبال می‌کند و هنگامی که ایزدان (آسیر) اودین را در خطر می‌بینند همه ظرف‌هایی را که داشتند در مسیر او قرار می‌دهند و اودین پیش از آن که سوتونگ بتواند نوشیدنی الهام‌بخش را پس بگیرد، آن را از کام خویش به درون ظرف‌هایی که ایزدان در مسیر او قرار داده‌اند می‌ریزد. بدین ترتیب می‌انگبین الهام‌بخش از آن اودین می‌شود و اوست که به ایزدان و پیروان خویش اجازه می‌دهد از آن بنوشند و بتوانند سخنان خردمندمندانه بر زبان بیاورند یا شعر بگویند و شاعر شوند.